# دانگانرونپا ۲: گودبای دیسپیر
دانگانرونپا ۲: گودبای دیسپیر (به انگلیسی: Danganronpa 2: Goodbye Despair) یک بازی ماجراجویی در سبک رمان تصویری محصول سال ۲۰۱۲ می‌باشد که توسط اسپایک چانسافت توسعه یافته‌است. دانگانرونپا ۲: گودبای دیسپیر پس از دانگانرونپا: تریگر هپی هوک (۲۰۱۰) دومین بازی در فرنچایز دانگانرونپا می‌باشد و برای اولین بار در ژوئیهٔ سال ۲۰۱۲ در ژاپن برای پلی‌استیشن همراه منتشر شده بود و اکتبر سال ۲۰۱۳ برای پلی‌استیشن ویتا پورت شد. این بازی در سپتامبر سال ۲۰۱۴ توسط ان‌آی‌اس آمریکا در سراسر جهان منتشر شد.